# Maroubra (pláž)

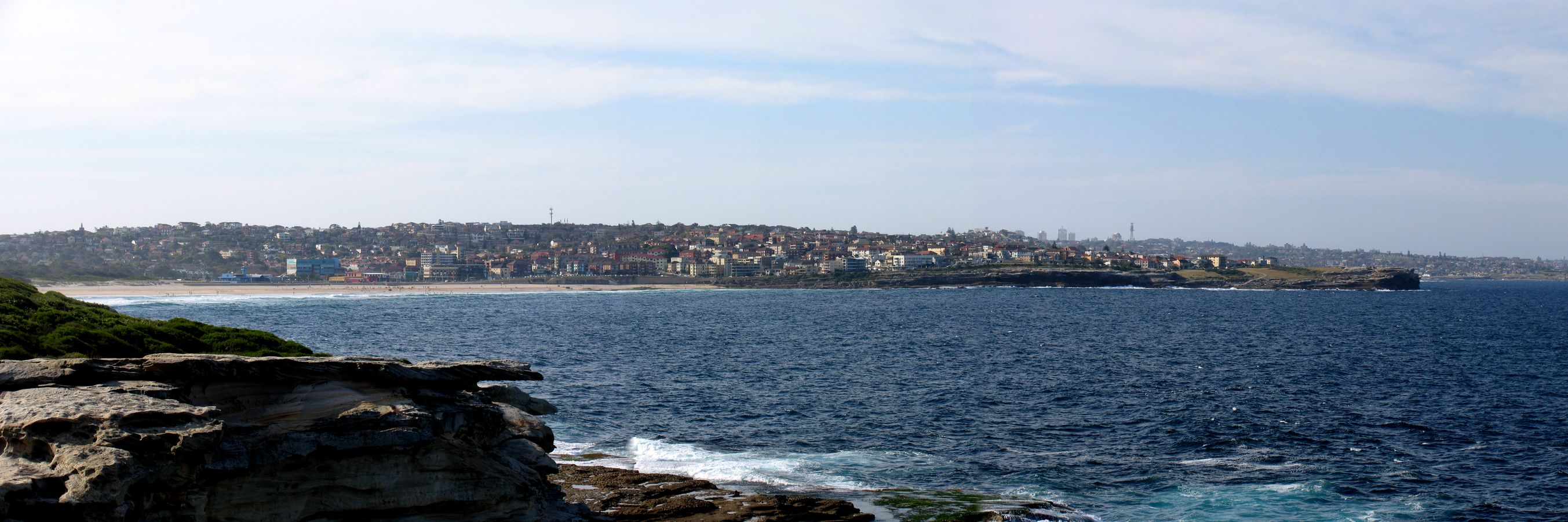
Maroubra Beach

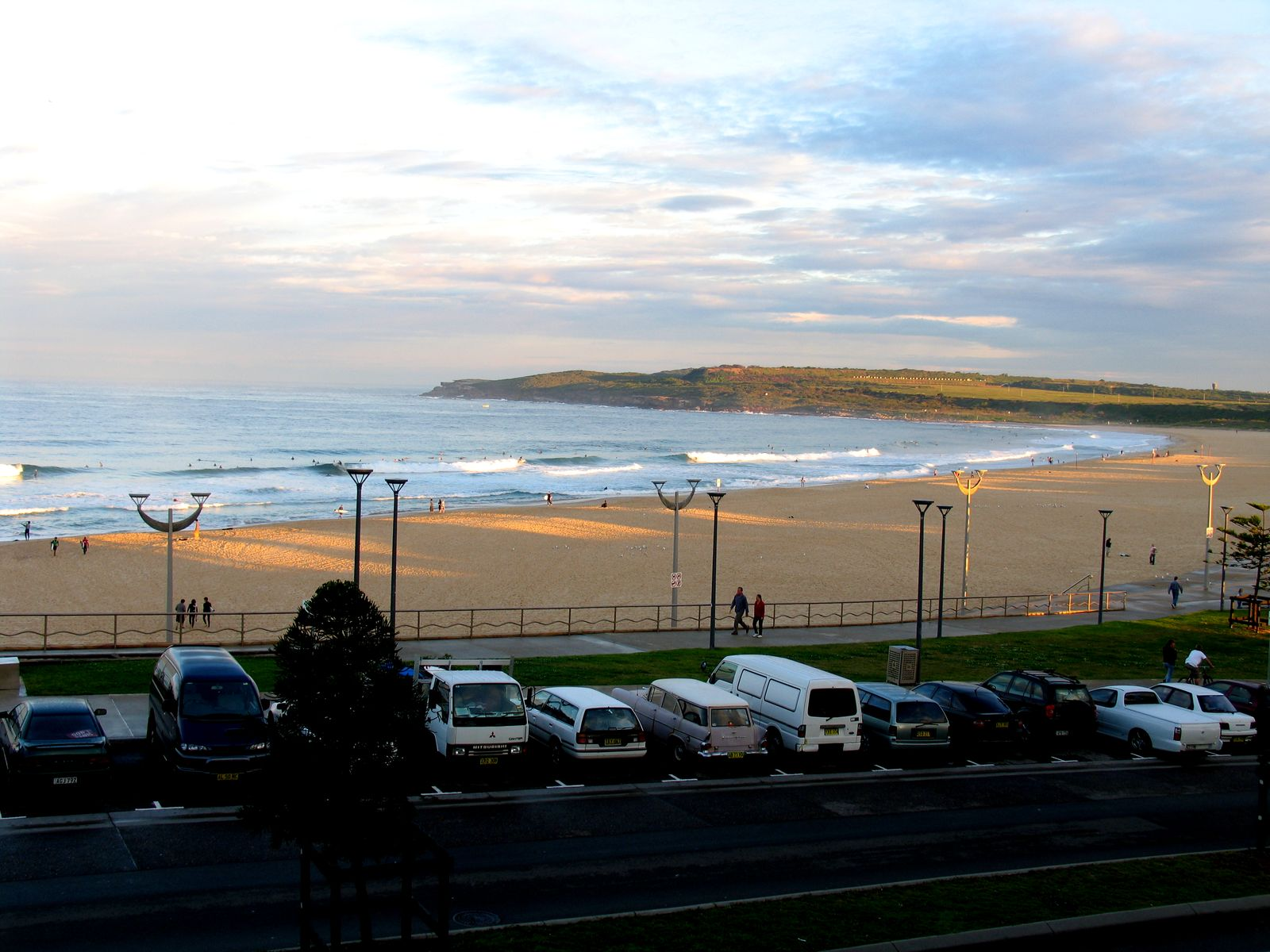
Pláž v zimě

Maroubra (anglicky Maroubra Beach) je jedna z nejdelších pláží v Sydney. Svojí délkou přibližně jednoho kilometru přesahuje i slavnou Bondi.[zdroj?] Leží v zátoce dlouhé přesně 1,8 km.[zdroj?] Pláž, nacházející se ve čtvrti Maroubra, asi deset kilometrů jihovýchodně od centra metropole, je po většinu roku jednou z těch klidnějších pro rekreaci a vyhledávaná právě surfaři.[zdroj?]
Vyjma jižního konce se nachází větší část pláže v zátoce otevřené do Tasmanského moře. Vysoké vlny, silné zpětné proudy zvané Backpackers Express (Batůžkářský expres) a útoky žraloků jsou důvodem, proč je na pláži místo s jedním z nejvyšších v počtu záchran lidských životů v celém Novém Jižním Walesu.[zdroj?]

## Historie

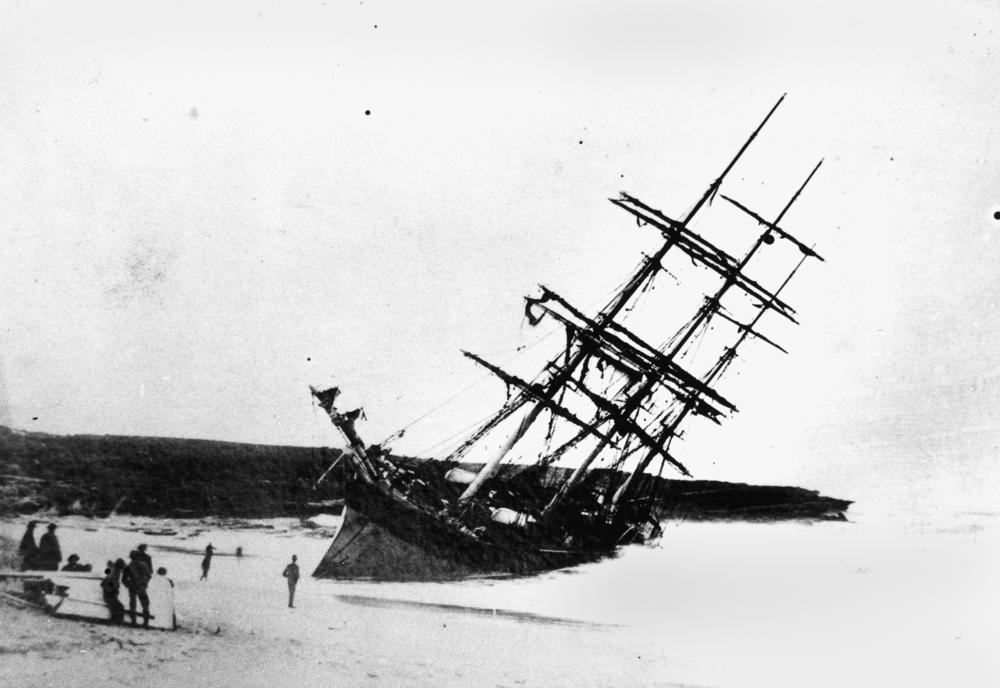
Vrak lodi The Hereward v severní části Maroubry, květen 1898

Jméno Maroubra pochází z jazyka Austrálců a znamená doslova „místo hromů“.
6. května 1898 vichřice zachytila loď The Hereward plně naloženou železem a mrštila ji proti útesům na severní části pláže. Vrak lodi se nepodařilo nikdy odstranit, a tak byla nakonec zasypána a stala se součástí pobřeží.

## Okolí

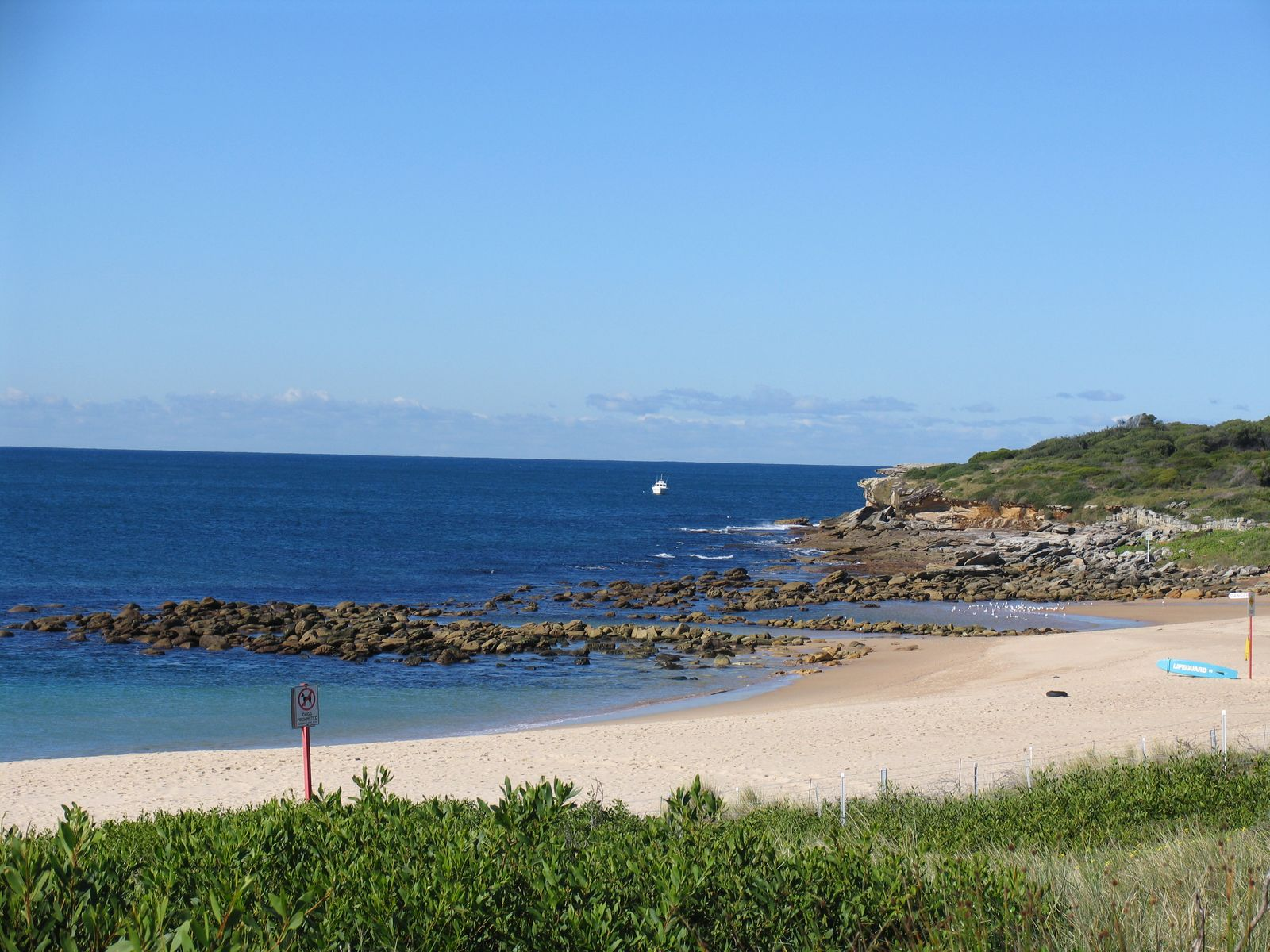
Jižní část pláže s útesy

Útesy jižní části zátoky jsou mezi obyvateli Maroubry oblíbené místo pro procházky, využívají je i potápěči. Občas je zde provozováno i tzv. rock fishing. Na vrcholu tohoto cípu pláže je i střelnice, jež je z bezpečnostních důvodů ohrazena plotem a varovnými cedulemi. O kus dále se nachází zbytky děl, jejichž základy jsou stále ještě zachované.
Naopak ze severní pláže je možné udělat si velmi příjemnou a i naučnou procházku táhnoucí se téměř celou cestu po pobřeží, až k turisticky oblíbené pláži Bondi. Cesta se různě klikatí a vede přes několik menších pláží - Coogee, Clovelly a Tamarra Beach.
Pláž je oblíbená i mezi surfaři.

## Doprava
Autobusová doprava je jediný typ MHD, který spojuje předměstí Maroubra s ostatními částmi města. Přímo na pláž jezdí linky 317, 353, 376, 377, 395 a 396.
V případě dopravy z letiště lze použít linku 400 a dojet na Maroubra Junction, odkud se dá na pláž i dojít; jedinou další možností je taxi anebo auto.